# Piazza Pia (Albano)
Piazza Pia, già denominata piazza Luigi Sabatini, è una storica piazza principale della città di Albano Laziale, in provincia di Roma, nell'area dei Castelli Romani. Situata a ridosso del fianco orientale della Cattedrale di San Pancrazio, è la seconda piazza più vasta del centro storico di Albano.

## Storia

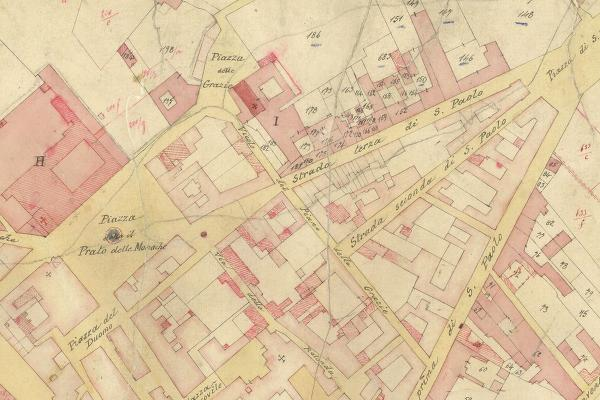
Piazza Pia (in basso a sinistra) nel Catasto Gregoriano (1816-1870): qui compare la denominazione di Prato delle Monache.

La piazza venne aperta alla metà del Seicento, quando sulle terre della duecentesca abbazia di San Paolo venne disegnato il "tridente di strade" di Albano Laziale, attorno al quale sorse il nuovo quartiere di borgo San Paolo, che si popolò di edifici monumentali come palazzo Rospigliosi (1667) e soprattutto palazzo Pamphilj (1708-1717).
Al suo aspetto originario la piazza si presentava come un vasto manto erboso largo circa 55 metri per 75 e delimitato a sud-est da palazzo Serlupi, a nord-est da case di civile abitazione, a nord-ovest dal convento della monache clarisse (aperto nel 1631 e noto agli albanensi come "delle sepolte vive" o "delle monache Farnesiane") ed a sud-ovest dalla navata destra della basilica cattedrale di San Pancrazio (adibito dal 1687 al 1826 a cimitero). La piazza prese il nome di "prato delle Monache" dal convento delle clarisse, ed era destinata tra l'altro all'annuale fiera del 12 maggio ed alle esecuzioni capitali; in particolare dopo la rivoluzione francese ospitò la ghigliottina, che venne collocata sul lato nord-est del quadrilatero erboso: lo storico boia dello Stato Pontificio, Mastro Titta, registrò nelle sue memorie che fu attivo ad Albano solo due volte in un settantennio, nel 1801 e nel 1856.
Nel 1847, un anno dopo la visita ad Albano di papa Pio IX, la piazza ricevette il nome di "Pia" che conservò nella toponomastica ufficiale fino al 1870, ma che è rimasto ancora oggi fortemente radicato presso gli albanensi. Una nuova denominazione della piazza venne decretata dal sindaco albanense Pietro Feoli il 13 maggio 1883, che decise di intitolare la piazza a sé stesso in considerazione del dono da lui fatto alla città di una storica fontana precedentemente collocata nel suo palazzo, già palazzo Corsini, e fatta realizzare da Carlo IV di Spagna all'epoca del suo soggiorno ad Albano.
Piazza Feoli tuttavia già nel 1897 cambiò nome in piazza Luigi Antonio Sabatini, poiché l'amministrazione accolse la proposta del maestro Cesare De Santis di dedicare l'area al compositore e musicista albanense Luigi Antonio Sabatini. Durante il fascismo la piazza venne intitolata al presidente del Consiglio dei ministri Benedetto Cairoli. Dopo la seconda guerra mondiale è tornata la denominazione di piazza Luigi Sabatini, ma si è probabilmente generata una confusione tra il compositore settecentesco ed il quasi omonimo sindaco repubblicano Luigi Sabatini. Ad ogni modo dopo la risistemazione del 2006 la piazza è tornata alla denominazione di piazza Pia, che in effetti non le è mai stata tolta.